# Krywnia
Krywnia (ukr.  Кривня) – wieś na Ukrainie, w obwodzie iwanofrankiwskim, w rejonie rohatyńskim.